# Свойство разделения дисков
Свойство разделения дисков (или DDP от англ. disjoint discs property) — ключевое свойство топологических многообразий размерности 5 и выше, которое выделяет их из класса гомологических многообразий.

## История
Идея определения восходит к теореме о двойной надстройке.

## Формулировка
Метрическое пространство {\displaystyle X} удовлетворяет свойству разделения дисков, если каждая пара отображений стандартного 2-диска в {\displaystyle X} может быть аппроксимирована произвольно близко парой отображений с дизъюнктными образами.

### Основная теорема
- Пусть {\displaystyle q\geqslant m\geqslant 5}, и замкнутое множество {\displaystyle X\subset \mathbb {R} ^{q}} таково, что
  - {\displaystyle X} является ретрактом некоторой своей окрестности в {\displaystyle \mathbb {R} ^{q}},
  - {\displaystyle X} является m-мерным гомологическим многообразием и
  - {\displaystyle X}  удовлетворяет свойству разделения дисков.

Тогда  {\displaystyle X} является m-мерным топологическим многообразием.
Более того, если {\displaystyle p\colon M\to X} — клеточноподобное разрешение  {\displaystyle X}, то {\displaystyle p} аппроксимируется гомеоморфизмами. В частности, {\displaystyle X} гомеоморфно {\displaystyle M}.

## Следствия
- Если симплициальный комплекс {\displaystyle S} является гомологическим многообразием и линки всех его вершин односвязны, то  {\displaystyle S} гомеоморфен многообразию.